# Ruggero Moscati
Ruggero Moscati (Napoli, 19 novembre 1908 – Roma, 29 ottobre 1981) è stato uno storico italiano.

## Biografia

### Studi e interessi storiografici
Studiò all'Università di Napoli, dove fu allievo di Michelangelo Schipa, e la sua formazione risentì dello stretto contatto con il crocianesimo dominante negli ambienti dell'intellettualità napoletana. 
La sua attività scientifica si rivolse principalmente a due filoni storiografici, distinti e occasionalmente convergenti: le vicende del Mezzogiorno d'Italia e la storia diplomatica, un interesse, quest'ultimo, coltivato anche su influsso di Gioacchino Volpe.

### Attività accademica
Ha insegnato storia all'Università di Messina dal 1950 e, dal 1967, storia moderna all'Università di Roma. 

## Restauro del Castello della Rocca

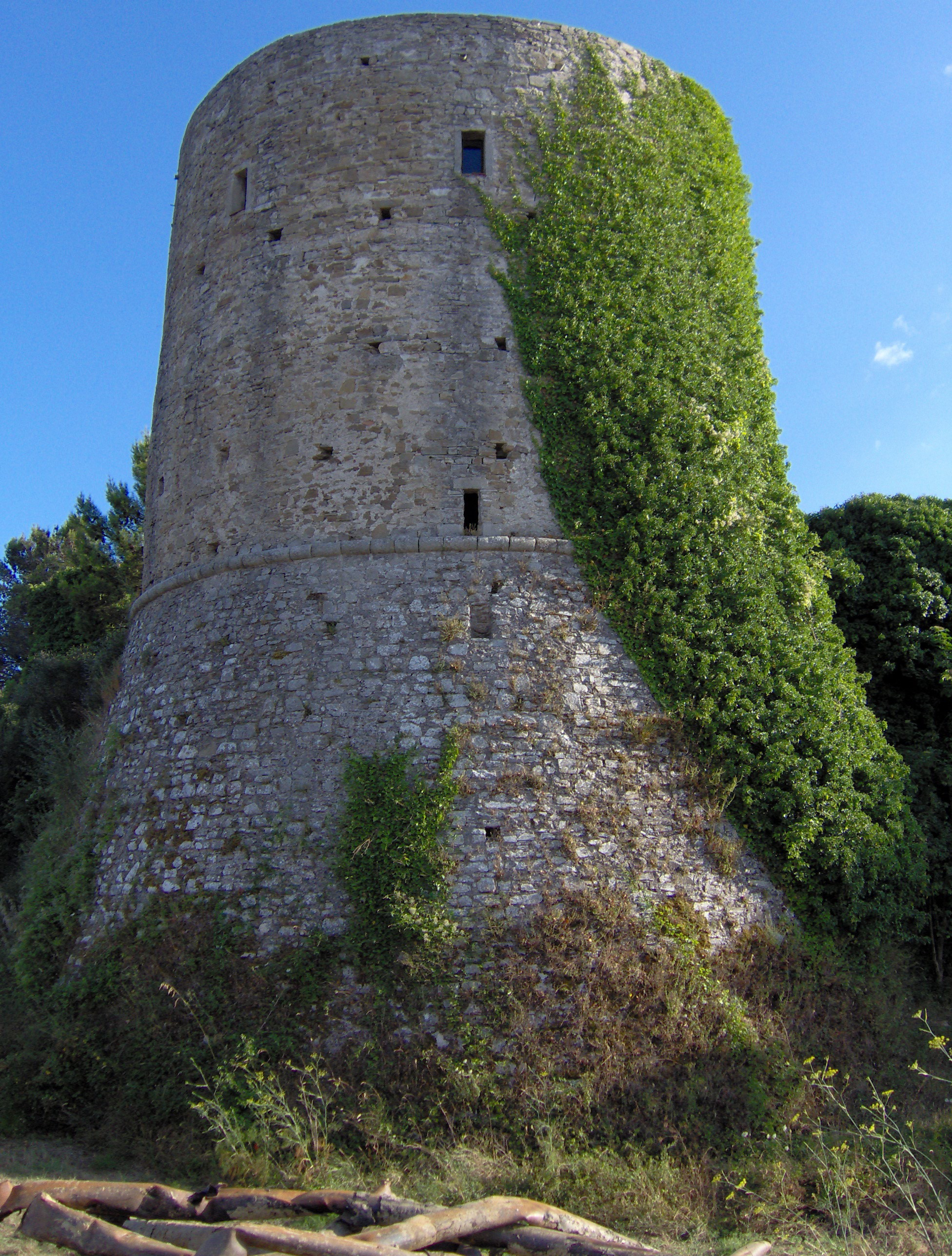
Il mastio del castello di Rocca Cilento

Negli anni sessanta, Moscati acquistò e sottopose a restauro il rudere del castello baronale di Rocca Cilento, frazione del comune di Lustra, da lui avvertito come luogo simbolico della storia del Cilento e delle varie vicende che vi si sono succedute, dal gastaldato di Lucania della Langobardia Minor, alla dominazione normanna, alla baronia del Cilento di cui fu sede sotto i Sanseverino. 
Il castello divenne punto di ritrovo di storici e sede di convegni, ma il rapporto con questa sua opera conobbe fortune alterne, con alti e bassi, funestato, come fu, da furti e vandalismi.

## Opere
- Guglielmo Pepe, 1938
- Ferdinando II, 1947
- Il Mezzogiorno nel Risorgimento, 1952
- Ricerche su Alfonso d'Aragona, 1962
- La Sicilia nell'età dei Martini, 1963
- Risorgimento liberale, 1967
- I Borboni di Napoli, 1970
- La diplomazia europea e il problema italiano nel 1848-49, 1945
- Il ministero degli Affari Esteri. 1861-70, 1961
- Gli esordi della politica estera fascista, 1963

Per la serie I documenti diplomatici italiani, pubblicata dall'Istituto Poligrafico e Zecca dello Stato, ha curato i seguenti volumi:
- Serie I (1861-1870):
  - Vol. 3: 1 agosto 1862/9 luglio 1863, 1965
  - Vol. 4: 10 luglio 1863/30 giugno 1864, 1973
  - Vol. 5: 1 luglio 1864/15 maggio 1865, 1977
  - Vol. 6: 16 maggio 1865/19 giugno 1866, 1980
  - Vol. 7: 20 giugno/7 novembre 1866, 1983
- Serie VII (1922-1935)
  - Vol 1: 31 ottobre 1922/26 aprile 1923, 1953
  - Vol 2: 27 aprile 1923/22 febbraio 1924, 1955
  - Vol 3: 23 febbraio 1924/14 maggio 1925, 1959
  - Vol 4: 15 maggio 1925/6 febbraio 1927, 1962